# Anablepia rufescens
Anablepia rufescens är en insektsart som först beskrevs av Kirby, W.F. 1902.  Anablepia rufescens ingår i släktet Anablepia och familjen gräshoppor. Inga underarter finns listade i Catalogue of Life.